# Bobi (perro)
Bobi (11 de mayo de 1992-21 de octubre de 2023) fue un perro macho de raza Rafeiro do Alentejo cuidado por Leonel Costa de Conqueiros en Leiria, Portugal. En el 21 de octubre de 2023, Bobi falleció supuestamente de unos 31 años. 

## Certificación
La edad de Bobi ha sido validada por la base de datos de mascotas del gobierno portugués y certificada por Guinness World Records.
Bobi nació como uno de los cuatro cachorros en un edificio anexo donde la familia de su cuidador almacenaba madera. Todos sus hermanos fueron enterrados vivos después del nacimiento debido a que el padre de Costa no quería cuidar más animales. Como Bobi se perdió de vista con el bosque al nacer, el padre de Costa no lo vio cuando recogía a los cachorros para enterrarlos.
Según Guinness World Records, Bobi fue el perro vivo registrado más antiguo, así como el perro verificado más longevo de la historia, con 30 años y 266 días a partir de la evaluación del 1 de febrero de 2023, superando el récord anterior de Bluey, una hembra de pastor ganadero australiano de Victoria, Australia, de 29 años y 5 meses, que había sido el récord durante más de 83 años.

## Salud y longevidad
Los propietarios han declarado que Bobi gozaba de una salud razonablemente buena para su edad, aunque tenía problemas para caminar y tenía mala visión. Tuvo una buena salud, a pesar de haber colapsado debido a dificultades respiratorias en 2018. Los Costa atribuyeron la longevidad de Bobi a un "ambiente tranquilo y pacífico" y al consumo de alimentos humanos en lugar de animales. Su longevidad también podría atribuirse a una buena genética, ya que la madre de Bobi vivió hasta los 18 años.
En honor del cumpleaños 31 de Bobi, se invitó a 100 invitados a celebrar la ocasión, que se celebró comiendo carne y pescado con la actuación de un grupo de bailarines. La Dra. Karen Becker publicó que Bobi murió el 21 de octubre de 2023.